# 年森瑛
年森 瑛（としもり あきら、1994年 - ）は、日本の小説家。東京都在住。法政大学文学部卒業。

## 経歴
2022年、公務員として働きながら執筆した『N/A』が 第127回文學界新人賞を満場一致で受賞。同作で第167回芥川龍之介賞候補、第37回三島由紀夫賞候補。

## 作品リスト

### 単行本
- 『N/A』（2022年6月、文藝春秋、ISBN 978-4-16-391562-3）
  - 初出:『文學界』2022年5月号

### アンソロジー収録
- 「休む価値のある関係」 - 『休むヒント。』（群像編集部編、2024年4月、講談社）
  - 初出:『群像』2024年1月号

### 雑誌掲載

#### 小説
- 「逃走」 - 『新潮』2024年6月号

#### エッセイ・書評
- 「友だちとかでは全然ない」 - 『小説トリッパー』2022年夏季号
- 「何も信用ならない」 - 『群像』2022年7月号
- 「小説書くのに免許はいらない」 - 『新潮』2022年7月号
- 「欲しいものはサプライズではもらえない」 - 『すばる』2022年8月号
- 「ずっと信じ続けられますように」（村田沙耶香『信仰』書評）[2] - 『文藝』2022年秋季号
- 「自分が人間ではなさそうだと気付くときに読む本」（アルベール・カミュ『異邦人』書評）[3] - 「webちくま」2022年7月27日更新
- 「日日是好日」 - 『すばる』2022年10月号 - 12月号
- 「逸脱する“わたし”たちへの許し」（高瀬隼子『いい子のあくび 』書評）[4] - 『すばる』2023年8月号
- 「文一の本棚 くどうれいん『虎のたましい人魚の涙』」[5] - 『群像』2023年12月号
- 「現状報告」 - 『文學界』2024年3月号
- 「他者を物語るということ 長井短『私は元気がありません』」[6] - 『小説トリッパー』2024年春季号
- 「読書日録」 - 『すばる』2025年1月号 - 3月号
- 「子どもの声に耳をすます」（滝口悠生『たのしい保育園』書評） - 『文學界』2025年7月号
- 「四捨五入したら趣味」 - 『すばる』2025年9月号から連載